# Poharce
Poharce (biał. Пагарцы; ros. Погорцы) – wieś na Białorusi, w obwodzie witebskim, w rejonie postawskim, w sielsowiecie Nowosiółki.

## Historia
W czasach zaborów w granicach Imperium Rosyjskiego.
W dwudziestoleciu międzywojennym wieś leżała w Polsce, w województwie wileńskim, w powiecie duniłowickim (od 1926 postawskim), w gminie Mańkowicze (od 1927 gmina Hruzdowo) a następnie w gminie Łuczaj.
Według Powszechnego Spisu Ludności z 1921 roku zamieszkiwało tu 251 osób, 237 było wyznania rzymskokatolickiego, a 14 prawosławnego. Jednocześnie 238 mieszkańców zadeklarowało polską przynależność narodową, 9 białoruską, a 4 inną. Było tu 48 budynków mieszkalnych. W 1931 w 48 domach zamieszkiwały 243 osoby.
Miejscowość należała do parafii rzymskokatolickiej i prawosławnej w Postawach. Podlegała pod Sąd Grodzki w Postawach i Okręgowy w Wilnie; właściwy urząd pocztowy mieścił się w Łuczaju.
Po agresji ZSRR na Polskę w 1939 roku wieś znalazła się w granicach BSRR. W latach 1941–1944 była pod okupacją niemiecką. Następnie leżała w BSRR. Od 1991 roku w Republice Białorusi.